# 上下站
上下站（日语：／ Jōge eki */?）是位於廣島縣府中市上下町上下，西日本旅客鐵道（JR西日本）的福鹽線車站。

## 歷史
- 1935年（昭和10年）11月15日 - 國有鐵道福鹽北線（當時）從吉舍站延伸至此站，此站啟用。
  - 當時車站地址為廣島縣甲奴郡上下町（日语：上下町）。
- 1938年（昭和13年）7月28日 - 此站至福鹽南線的府中町站（現時：府中站）之間開通，成為中途站。同時福山站至鹽町站之間全線開通，並統一名為福鹽線。
- 1954年（昭和29年）3月31日 - 隨著上下町（第二次）成立，車站地址改為廣島縣甲奴郡上下町上下（日语：上下町上下）。
- 1987年（昭和62年）4月1日 - 伴隨國鐵分割民營化，車站由西日本旅客鐵道（JR西日本）營運。
- 2004年（平成16年）4月1日 - 上下町（第二次）編入至府中市，車站地址改為廣島縣府中市上下町上下（日语：上下町上下）。

## 車站構造

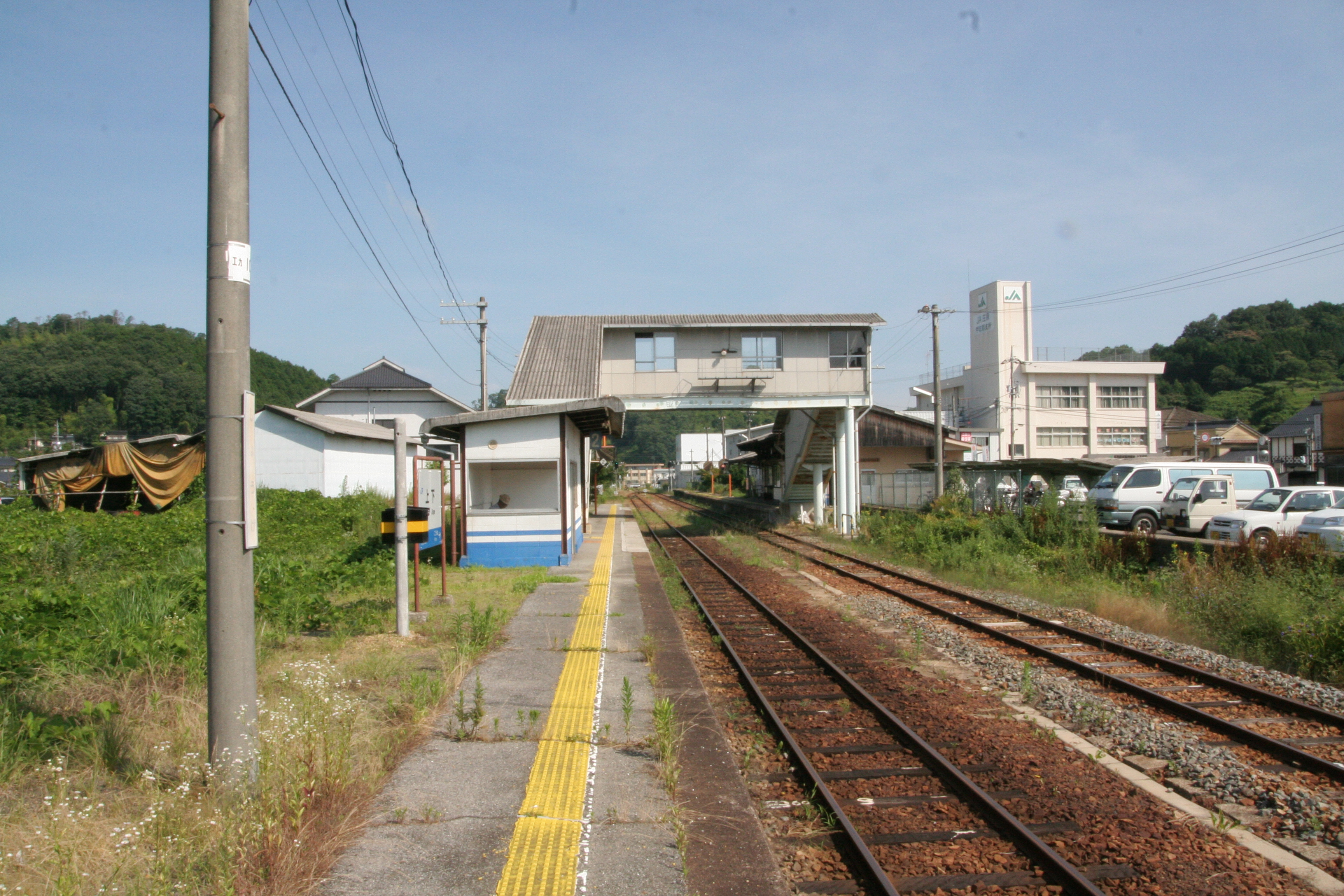
站內（2008年7月9日）

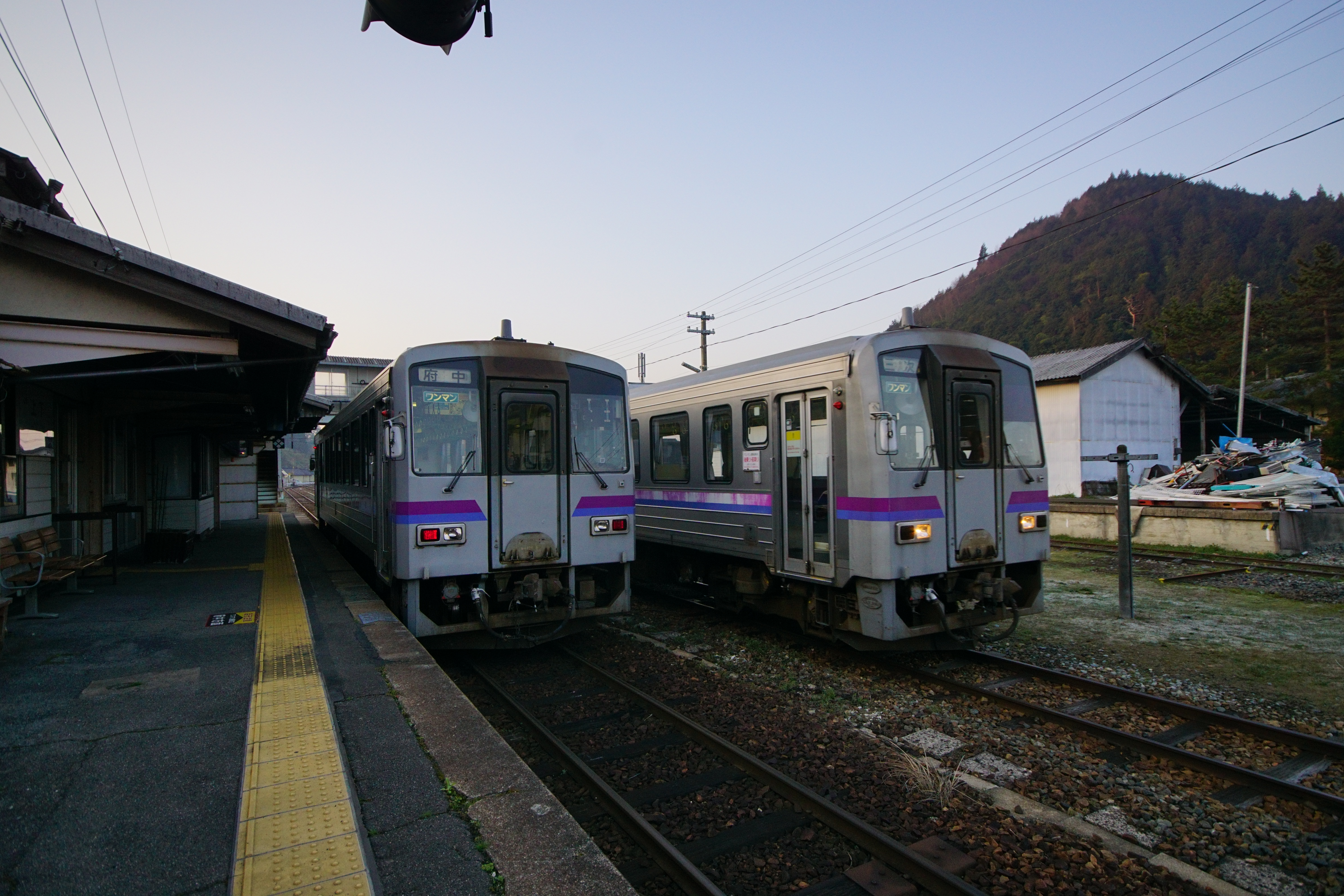
普通列車正在列車交會

車站是一座地面車站，設有2面2線的相對式月台。車站大樓位於上行月台一方，兩月台之間設有跨線橋連接。兩月台可向兩方向出發，因此列車可於此站折返，但是現時沒有定期列車於此站折返。
此站是由三次鐵道部管理的簡易委託車站。車站大樓內設有商店，該處可購買車票。
| 月台 | 路線   | 上下行 | 方向           |
| ---- | ------ | ------ | -------------- |
| 1    | 福鹽線 | 上行   | 府中、福山方向 |
| 2    | 福鹽線 | 下行   | 鹽町、三次方向 |

昔日此站設有夜間停泊列車。

## 利用狀況
以下為近年1日平均乘車人次列表
| 年度                | 1日平均 乘車人次 |
| ------------------- | ---------------- |
| 1987年（昭和62年）  | 315              |
| 1988年（昭和63年）  | 351              |
| 1989年（平成 元年） | 306              |
| 1990年（平成02年）  | 91               |
| 1991年（平成03年）  | 225              |
| 1992年（平成04年）  | 206              |
| 1993年（平成05年）  | 139              |
| 1994年（平成06年）  | 138              |
| 1995年（平成07年）  | 123              |
| 1996年（平成08年）  | 107              |
| 1997年（平成09年）  | 96               |
| 1998年（平成10年）  | 97               |
| 1999年（平成11年）  | 100              |
| 2000年（平成12年）  | 105              |
| 2001年（平成13年）  | 123              |
| 2002年（平成14年）  | 123              |
| 2003年（平成15年）  | 119              |
| 2004年（平成16年）  | 105              |
| 2005年（平成17年）  | 101              |
| 2006年（平成18年）  | 80               |
| 2007年（平成19年）  | 79               |
| 2008年（平成20年）  | 75               |
| 2009年（平成21年）  | 77               |
| 2010年（平成22年）  | 75               |
| 2011年（平成23年）  | 74               |
| 2012年（平成24年）  | 71               |
| 2013年（平成25年）  | 72               |
| 2014年（平成26年）  | 73               |
| 2015年（平成27年）  | 69               |
| 2016年（平成28年）  | 79               |
| 2017年（平成29年）  | 72               |
| 2018年（平成30年）  | 68               |
| 2019年（令和元年）  | 62               |

## 車站周邊
- 府中市上下分所
- 廣島縣立上下高等學校（日语：広島県立上下高等学校）
- 府中北市民醫院（日语：府中北市民病院）
- 上下代官所蹟
- 白壁之道(商店街)（日语：上下町上下）
- 翁座
- 廣島縣道221號上下停車場線（日语：広島県道221号上下停車場線）
- 國道432號（日语：国道432号）
- 廣島縣道25號三原東城線（日语：広島県道25号三原東城線）
- 廣島縣道27號吉舍油木線（日语：広島県道27号吉舎油木線）
- 廣島縣道403號別迫上下線（日语：広島県道403号別迫上下線）

## 巴士路線
| 中國巴士 | 中國巴士           | 中國巴士     | 中國巴士                                                       | 中國巴士       | 中國巴士                                       |
| 乘車處   | 類型               | 路線名稱     | 主要途經                                                       | 方向           | 備註                                           |
| -------- | ------------------ | ------------ | -------------------------------------------------------------- | -------------- | ---------------------------------------------- |
| 上下站前 | 一般路線           | 府中上下線   | 斗升、木之山、目崎車廠                                         | 道之驛備後府中 |                                                |
| 上下站前 | 高速巴士           | Peace Liner  | 矢野溫泉、道之驛世羅、甲山營業所、高坂巴士站、中筋站、新白島站 | 廣島巴士中心   | 甲奴站前前至公立世羅中央醫院以南區間可互相前往 |
| 上下站前 | 高速巴士           | Peace Liner  | 甲奴站前                                                       |                | 甲奴站前前至公立世羅中央醫院以南區間可互相前往 |
| 上下站前 | 庄原市地域生活巴士 |              |                                                                |                |                                                |
| 上下站前 | 一般路線           | 上下、總領線 | 黑目入口、總領診所、田總車廠                                   | 田総の里西     | 星期日及假日暫停服務                           |
| 上下站前 | 一般路線           | 上下、總領線 | 府中北市民醫院                                                 |                | 星期日及假日暫停服務                           |

在2017年9月前，站前曾經設有路線前往神石高原町（舊：神石町、三和町）（吳峠、高蓋）。

## 相鄰車站
西日本旅客鐵道（JR西日本）
 福鹽線
備後矢野－上下－甲奴

## 注腳
1. ↑  廣島縣統計要覧

## 外部連結
- 上下｜車站資訊：JR出門網 - 西日本旅客鐵道（日語）